# Dohrniphora meridionalis
Dohrniphora meridionalis är en tvåvingeart som beskrevs av Charles Thomas Brues 1911. Dohrniphora meridionalis ingår i släktet Dohrniphora och familjen puckelflugor.
Artens utbredningsområde är Paraguay. Inga underarter finns listade i Catalogue of Life.